# Denis ApIvor
Denis ApIvor (ur. 14 kwietnia 1916 w Collinstown w hrabstwie Westmeath, zm. 27 maja 2004 w Robertsbridge w hrabstwie East Sussex) – urodzony w Irlandii brytyjski kompozytor pochodzenia walijskiego.

## Życiorys
Jako chłopiec był chórzystą Christ Church w Oksfordzie. Studiował na Uniwersytecie Walijskim (1933–1934) oraz University College London (1934–1939). Uczył się kompozycji u Alana Rawsthorne’a i Patricka Hadleya, a później u Edwarda Clarka. Aktywny jako twórca muzyki do sztuk scenicznych, od 1953 roku współpracował z Sadler’s Wells Theatre. Pisał artykuły do czasopism o tematyce muzycznej, był też autorem książek i tłumaczeń z języków obcych. Edytor i wydawca dzieł Bernarda van Dierena. Dokonał aranżacji na orkiestrę Fantasia contrappuntistica Ferruccio Busoniego.
Był zwolennikiem stylu umiarkowanego, łącząc tradycyjne ujęcia formalne z motywicznie odnowioną melodyką. Początkowo pozostawał pod wpływem twórczości Bernarda van Dierena i Petera Warlocka. W latach 50. zaadaptował do swojego języka muzycznego elementy serializmu i aleatoryzmu, od których jednak odszedł na początku lat 80.

## Ważniejsze kompozycje
(na podstawie materiałów źródłowych)

### Opery
- She Stoops to Conquer według Olivera Goldsmitha (1943–1947, wersja zrewidowana 1976–1977)
- Yerma według Federico Garcíi Lorci (1955–1957)
- Ubu roi według Alfreda Jarry’ego (1965–1966)
- Bouvard and Pecuchet według Gustawa Flauberta (1970)

### Balety
- The Goodman of Paris (1951)
- A Mirror for Witches (1951)
- Blood Wedding (1953)
- Veneziana (1953)
- Saudades (1954)
- Corporal Jan (1967)
- Glide the Dark Door Wilde (1977)

### Utwory orkiestrowe
- Nokturn na smyczki (1938)
- Koncert fortepianowy (1948, wersja zrewidowana 1954)
- 2 koncerty skrzypcowe (1950, 1975)
- 5 symfonii (I 1952, II 1963, III 1978–1979, IV 1985, V 1991)
- Guitar Concertino (1953)
- Overtones (1961–1962)
- Triple Concerto na trio smyczkowe i orkiestrę smyczkową (1967)
- Tarot na orkiestrę kameralną (1968)
- Neumes (1969)
- El Silencio Ondulado na gitarę i orkiestrę kameralną (1972)
- Koncert wiolonczelowy (1976–1977)
- Fantasy Concertante na róg i orkiestrę (1980)

### Utwory kameralne
- Sonata skrzypcowa (1944–1945)
- Concertante na klarnet, fortepian i perkusję (1944–1945)
- Kwintet dęty (1960)
- Mutations na wiolonczelę i fortepian (1962)
- 3 kwartety smyczkowe (I 1964, II 1976, III 1989–1990)
- Crystals na perkusję, organy Hammonda, gitarę i kontrabas (1964–1965)
- Harp, Piano, Piano-Harp (1966)
- Ten-String Design na skrzypce i gitarę (1968)
- Exotics Theatre na zespół kameralny (1972)
- Psycho-pieces na klarnet i fortepian (1973)
- Kwintet klarnetowy (1975)
- Chant Eolien na obój i fortepian (1977)
- Duo Concertante na róg i fortepian (1981)
- Vista na dwa kwintety dęte (1983)
- Cinquefoil na skrzypce, flet i gitarę (1984)
- Pieces of 5 na saksofon (1992)
- Saxophone Sonatina (1992)
- Violin Sonatina (1992)
- In the Landscape of Spring (1993)

### Utwory wokalno-instrumentalne
- kantata The Hollow Men do słów T.S. Eliota (1939)
- Six Songs of García Lorca na głos i fortepian lub gitarę (1945–1946)
- Estella Marina na chór i smyczki lub organy (1946)
- Thamar and Amnon na solistów, chór i orkiestrę według Federico Garcíi Lorci (1953–1954)
- Cantata według Dylana Thomasa (1960)
- Chorales na chór i orkiestrę według Hugh Manninga (1964–1965)
- Resonance of the Southern Flora na chór, organy i orkiestrę według Paula Klee (1972)
- Fern Hill na tenora i 11 instrumentów według Dylana Thomasa (1973)
- Bats na tenora, flet piccolo i perkusję (1979)
- Seven Songs na chór i małą orkiestrę (1983)
- Majestatas Dei Ultra Stellas na chór i małą orkiestrę lub fortepian (1986)
- T. S. Eliot Songs na głos i fortepian (1994)
- Lady of Silences na mały chór i orkiestrę kameralną według T.S. Eliota (1994)
- Canzona Delle Lettere Amorose na sopran, baryton, saksofon altowy i gitarę basową (1994)
- Give me your flowers, O Spring na tenora i 2 gitary (1996)
- Lamentaciones na głos i fortepian według Federico Garcíi Lorci (1996)